# Parametopella cypris
Parametopella cypris is een vlokreeftensoort uit de familie van de Stenothoidae. De wetenschappelijke naam van de soort is voor het eerst geldig gepubliceerd in 1905 door Holmes.